# Baal-Eser I
Baal-Eser I, o també Belezaros I o Ba‘l-mazzer I va ser rei de Tir de l'any 944 aC al 927 aC aproximadament.
El seu pare, Hiram I, era contemporani dels reis d'Israel David i Salomó. Només es coneix el seu nom a partir d'una cita que en fa Flavi Josep, d'una Història, avui perduda de Menandre d'Efes:
| « | Després de la mort d'Hiram, el seu fill Belezaros es va fer càrrec del regne. Va viure 47 anys i va regnar 17 anys. Després de la seva mort el va succeir el seu fill Abdastartos. | » |

Les dates en què va regnar Baal-Eser s'han establert a partir de les d'Hiram.